# グリーゼ674b
グリーゼ647b (Gliese 674b、Gl 674 b、GJ 674 b) は、さいだん座の方角にある太陽系外惑星で、太陽系からは約15光年離れた場所にあるグリーゼ674の周囲を公転している。海王星から天王星程度の大きさの、ガス惑星又は岩石惑星である。主星から0.039 auの軌道を、わずか4.6938日で公転している。軌道離心率は水星とほぼ同じである。

## 発見
グリーゼ647bはヨーロッパ南天天文台が運営するチリのラ・シヤ天文台の高精度視線速度系外惑星探査装置を使って発見され、2007年1月7日に公表された。この観測では、惑星の存在を示す4.7日周期のシグナルのほかに35日周期の変動も検出されたが、これは恒星表面の黒点が恒星の自転につられて移動することで引き起こされたものと考えられている。